# Marlierea summa
Marlierea summa är en myrtenväxtart som beskrevs av Mcvaugh. Marlierea summa ingår i släktet Marlierea och familjen myrtenväxter. Inga underarter finns listade i Catalogue of Life.